# Tylophora hui
Tylophora hui är en oleanderväxtart som beskrevs av Ying Tsiang. Tylophora hui ingår i släktet Tylophora och familjen oleanderväxter. Inga underarter finns listade i Catalogue of Life.